# Герб Плюсского района
Герб муниципального образования Плю́сский райо́н Псковской области Российской Федерации — опознавательно-правовой знак, служащий официальным символом муниципального образования.
Герб утверждён решением Собрания депутатов Плюсского района № 58 от 27 апреля 2004 года.
Герб внесён в Государственный геральдический регистр Российской Федерации под регистрационным номером 1405.

## Описание герба
«В зелёном щите выходящий из серебряной оконечности с тремя узкими лазоревыми (синими, голубыми) поясами с шипом посередине золотой медведь, держащий в лапах золотую лиру».

## Обоснование символики

Герб рода Римских-Корсаковых

За основу герба Плюсского района взят «малый щитокъ имъющій по серебряному полю три полосы голубаго цвъта» из герба рода Римских-Корсаковых, происходившего от рода В. Ж. Корсака, берущего своё начало «из предълов Римскихъ» и выехавшего из в XIV в. из Литвы в Россию.
Три лазоревых пояса означают также географическое расположение территории Плюсского района на реке Плюсса, давшей название центру района.
Медведь — символ предусмотрительности, богатырской силы, и вместе с тем, добродушия и нерасторопности. Медведь водится в здешних местах.
Лира означает, что на территории района находятся музей-усадьба композитора-классика русской музыки, педагога, дирижёра, создателя композиторской школы в России Н. А. Римского-Корсакова.
Золото символизирует богатство, справедливость, уважение, великодушие.
Лазурь — символ красоты, чести, славы, преданности, истины, добродетели и чистого неба.
Серебро — символ совершенства, благородства, чистоты, веры, мира.
Административно-территориальная принадлежность Плюсского района к Псковской области может быть обозначена путём включения в герб муниципального образования «Плюсский район» вольной части — четырёхугольника, примыкающего изнутри к верхнему краю щита с воспроизведёнными в нём фигурами из герба Псковской области.
Версия герба с вольной частью применяется после внесения герба Псковской области в Государственный геральдический регистр Российской Федерации и соответствующего законодательного закрепления порядка включения в гербы муниципальных образований Псковской области вольной части с изображением герба Псковской области.
Герб разработан при содействии Союза геральдистов России.
Авторы герба: идея герба — Константин Мочёнов (Химки); обоснование символики — Галина Туник (Москва); художник — Роберт Маланичев (Москва); компьютерный дизайн — Юрий Коржик (Воронеж).